# Pisaniidae
Pisaniidae là một họ ốc biển cỡ trung bình, thuộc liên họ Buccinoidea.

## Các chi
- Ameranna Landau & Vermeij, 2012
- Anna Risso, 1826
- Aplus De Gregorio, 1885
- Bailya M. Smith, 1944
- Cancellopollia Vermeij & Bouchet, 1998
- Cantharus Röding, 1798
- Crassicantharus Ponder, 1972
- Dianthiphos Watters, 2009
- † Editharus Vermeij 2001
- Engina Gray, 1839
- Enginella Monterosato, 1917
- Gemophos Olsson & Harbison, 1953
- Hesperisternia J. Gardner, 1944
- Micrologus Fraussen & Rosado, 2011
- Monostiolum Dall, 1904
- Pisania Bivona-Bernardi, 1832
- Pollia Gray, 1834
- Pusio Gray, 1833
- Solenosteira Dall, 1890
- Steye Faber, 2004